# Ajnabia odysseus
Ajnabia odysseus ("viajero de Odiseo") es la única especie conocida del género Ajnabia de dinosaurio ornitisquio hadrosáurido lambeosaurino, que vivió a finales del período Cretácico, hace aproximadamente 66 millones de años, durante el Maastrichtiano, en lo que hoy es África. 

## Descripción

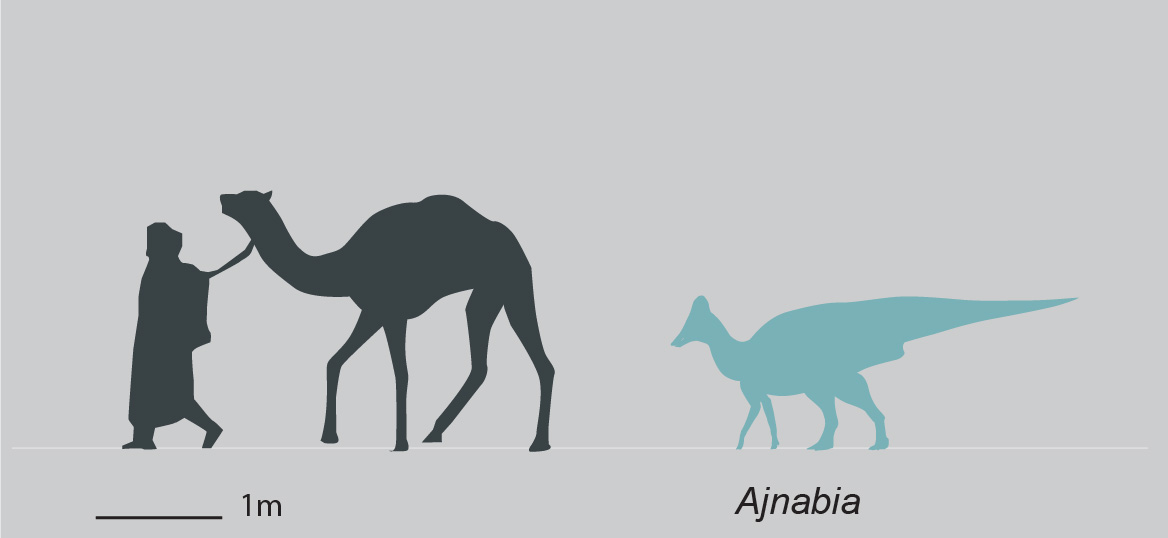
Ajnabia comparado con un humano

Era un animal pequeño de aproximadamente 3 metros de largo. Es el primer hadrosáurido definitivo de África y pertenece a la tribu Arenysaurini. El animal es relativamente pequeño, suponiendo que represente a un adulto, sería uno de los hadrosáuridos más pequeños, si no el más pequeño y similar en tamaño a su pariente contemporáneo Minqaria , que se estima que alcanzó los 3,5 metros. El examen de los dientes y la mandíbula de Ajnabia revela que pertenecía a la familia Lambeosaurinae, una subfamilia de dinosaurios con pico de pato y crestas óseas elaboradas en la cabeza. Los lambeosaurios evolucionaron en América del Norte antes de extenderse a Asia y Europa, pero nunca se habían encontrado en África antes del descubrimiento de Ajnabia.

## Descubrimiento e Investigación
Fue encontrado en la cuenca Ouled Abdoun, Marruecos y nombrado por Longrich et al., 2020.  El descubrimiento de Ajnabia fue una sorpresa para los paleontólogos que lo encontraron, porque África estaba aislada por agua del resto del mundo durante el Cretácico, de modo que se suponía que los hadrosáuridos no habían podido llegar al continente. El nombre Ajnabia deriva del árabe ajnabi, أجنبي,que significa "viajero" o "extranjero", refiriéndose al animal como parte de un linaje de dinosaurios que emigró a África desde otros lugares. La especie tipo, A. odysseus, se refiere al héroe griego y legendario navegante Odiseo.
El holotipo se recuperó de los fosfatos de la cuenca de Ouled Abdoun en el centro-norte de Marruecos. Los fosfatos son un entorno marino cercano a la costa, habitado por tiburones, peces, mosasaurios y otros reptiles marinos. Sin embargo, la presencia de dinosaurios es rara, incluido el gran abelisáurido Chenanisaurus barbaricus y un titanosaurio sin nombre.

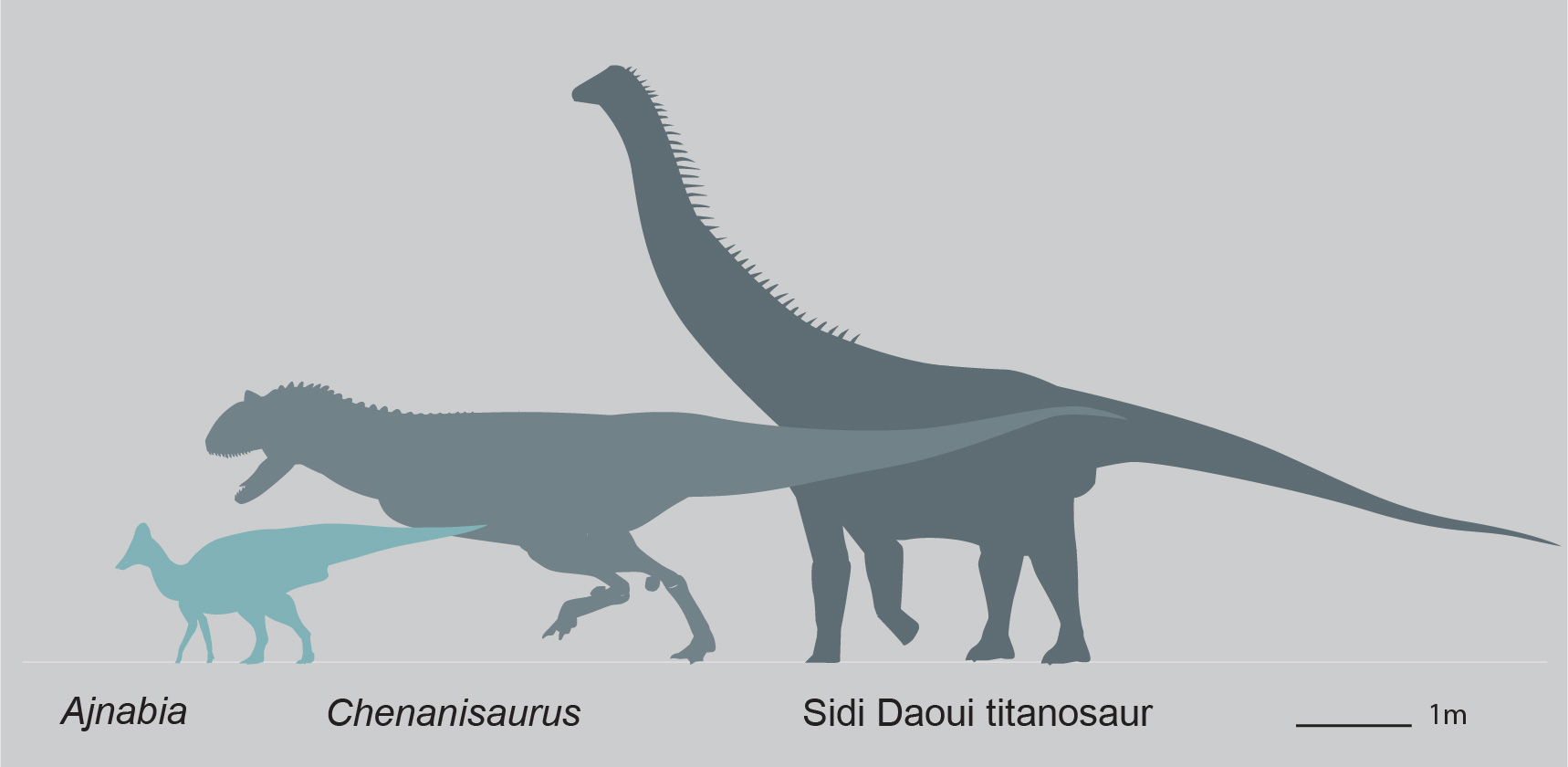
Dinosaurios del Maastrichtiano de Marruecos, incluidos Ajnabia odysseus, Chenanisaurus barbaricus y un titanosaurio sin nombre

Sobre la base de las relaciones de Ajnabia con otros dinosaurios, las reconstrucciones de los continentes y mares del Cretácico Superior, se propuso que la dispersión de Lambeosaurinae en el norte de África probablemente se produjo a través de la dispersión oceánica, con hadrosaurios nadando o flotando entre Europa y el norte de África.  Los fósiles de lambeosaurinos marroquíes que pertenecen a individuos de varios tamaños, incluido el holotipo de Minqaria , indican que los hadrosaurios eran diversos y abundantes dentro del ecosistema. Estos dinosaurios habrían vivido en el Cretácico tardío, Maastrichtiano tardío, aproximadamente 1 millón de años antes del límite K-Pg y el impacto del asteroide Chicxulub que acabó con los dinosaurios. Por tanto, proporcionan información sobre la diversidad de África justo antes de que se extinguieran los dinosaurios.

## Clasificación
El análisis filogenético sugiere que Ajnabia es un miembro de Lambeosaurinae y específicamente un miembro de Arenysaurini, un clado conocido sólo en Europa. Con base en las relaciones de Ajnabia con otros dinosaurios y en reconstrucciones de continentes y mares del Cretácico Superior, se propuso que la dispersión de Lambeosaurinae en el norte de África probablemente se produjo a través de dispersión oceánica, con los hadrosaurios nadando o a la deriva entre Europa y el norte de África.

### Filogenia
|  | Arenysaurus   |
|  |               |
|  | Pararhabdodon |
|  |               |

|  | Basturs lambeosaurine |
|  |                       |
|  | Canardia              |
|  |                       |

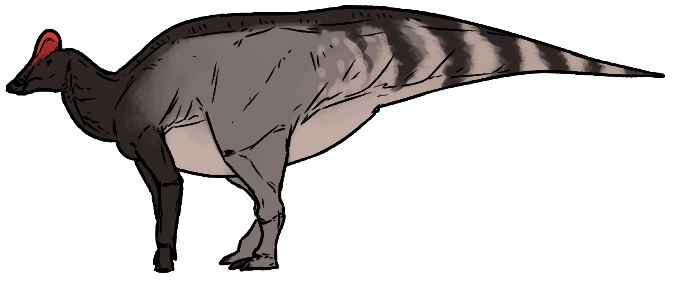
Restauración.

|  | Lambeosaurine de Serrat del Rostiar                     |
|  |                                                         |
|  | \| \| Blasisaurus \| \| \| \| \| \| Ajnabia \| \| \| \| |
|  |                                                         |
|  | Blasisaurus                                             |
|  |                                                         |
|  | Ajnabia                                                 |
|  |                                                         |

|  | Blasisaurus |
|  |             |
|  | Ajnabia     |
|  |             |

|  | Lambeosaurine de Serrat del Rostiar                     |
|  |                                                         |
|  | \| \| Blasisaurus \| \| \| \| \| \| Ajnabia \| \| \| \| |
|  |                                                         |
|  | Blasisaurus                                             |
|  |                                                         |
|  | Ajnabia                                                 |
|  |                                                         |

|  | Blasisaurus |
|  |             |
|  | Ajnabia     |
|  |             |

|  | Basturs lambeosaurine |
|  |                       |
|  | Canardia              |
|  |                       |

|  | Lambeosaurine de Serrat del Rostiar                     |
|  |                                                         |
|  | \| \| Blasisaurus \| \| \| \| \| \| Ajnabia \| \| \| \| |
|  |                                                         |
|  | Blasisaurus                                             |
|  |                                                         |
|  | Ajnabia                                                 |
|  |                                                         |

|  | Blasisaurus |
|  |             |
|  | Ajnabia     |
|  |             |

|  | Lambeosaurine de Serrat del Rostiar                     |
|  |                                                         |
|  | \| \| Blasisaurus \| \| \| \| \| \| Ajnabia \| \| \| \| |
|  |                                                         |
|  | Blasisaurus                                             |
|  |                                                         |
|  | Ajnabia                                                 |
|  |                                                         |

|  | Blasisaurus |
|  |             |
|  | Ajnabia     |
|  |             |

|  | Basturs lambeosaurine |
|  |                       |
|  | Canardia              |
|  |                       |

|  | Lambeosaurine de Serrat del Rostiar                     |
|  |                                                         |
|  | \| \| Blasisaurus \| \| \| \| \| \| Ajnabia \| \| \| \| |
|  |                                                         |
|  | Blasisaurus                                             |
|  |                                                         |
|  | Ajnabia                                                 |
|  |                                                         |

|  | Blasisaurus |
|  |             |
|  | Ajnabia     |
|  |             |

|  | Lambeosaurine de Serrat del Rostiar                     |
|  |                                                         |
|  | \| \| Blasisaurus \| \| \| \| \| \| Ajnabia \| \| \| \| |
|  |                                                         |
|  | Blasisaurus                                             |
|  |                                                         |
|  | Ajnabia                                                 |
|  |                                                         |

|  | Blasisaurus |
|  |             |
|  | Ajnabia     |
|  |             |

|  | Basturs lambeosaurine |
|  |                       |
|  | Canardia              |
|  |                       |

|  | Lambeosaurine de Serrat del Rostiar                     |
|  |                                                         |
|  | \| \| Blasisaurus \| \| \| \| \| \| Ajnabia \| \| \| \| |
|  |                                                         |
|  | Blasisaurus                                             |
|  |                                                         |
|  | Ajnabia                                                 |
|  |                                                         |

|  | Blasisaurus |
|  |             |
|  | Ajnabia     |
|  |             |

|  | Lambeosaurine de Serrat del Rostiar                     |
|  |                                                         |
|  | \| \| Blasisaurus \| \| \| \| \| \| Ajnabia \| \| \| \| |
|  |                                                         |
|  | Blasisaurus                                             |
|  |                                                         |
|  | Ajnabia                                                 |
|  |                                                         |

|  | Blasisaurus |
|  |             |
|  | Ajnabia     |
|  |             |

|  | Arenysaurus   |
|  |               |
|  | Pararhabdodon |
|  |               |

|  | Basturs lambeosaurine |
|  |                       |
|  | Canardia              |
|  |                       |

|  | Lambeosaurine de Serrat del Rostiar                     |
|  |                                                         |
|  | \| \| Blasisaurus \| \| \| \| \| \| Ajnabia \| \| \| \| |
|  |                                                         |
|  | Blasisaurus                                             |
|  |                                                         |
|  | Ajnabia                                                 |
|  |                                                         |

|  | Blasisaurus |
|  |             |
|  | Ajnabia     |
|  |             |

|  | Lambeosaurine de Serrat del Rostiar                     |
|  |                                                         |
|  | \| \| Blasisaurus \| \| \| \| \| \| Ajnabia \| \| \| \| |
|  |                                                         |
|  | Blasisaurus                                             |
|  |                                                         |
|  | Ajnabia                                                 |
|  |                                                         |

|  | Blasisaurus |
|  |             |
|  | Ajnabia     |
|  |             |

|  | Basturs lambeosaurine |
|  |                       |
|  | Canardia              |
|  |                       |

|  | Lambeosaurine de Serrat del Rostiar                     |
|  |                                                         |
|  | \| \| Blasisaurus \| \| \| \| \| \| Ajnabia \| \| \| \| |
|  |                                                         |
|  | Blasisaurus                                             |
|  |                                                         |
|  | Ajnabia                                                 |
|  |                                                         |

|  | Blasisaurus |
|  |             |
|  | Ajnabia     |
|  |             |

|  | Lambeosaurine de Serrat del Rostiar                     |
|  |                                                         |
|  | \| \| Blasisaurus \| \| \| \| \| \| Ajnabia \| \| \| \| |
|  |                                                         |
|  | Blasisaurus                                             |
|  |                                                         |
|  | Ajnabia                                                 |
|  |                                                         |

|  | Blasisaurus |
|  |             |
|  | Ajnabia     |
|  |             |

|  | Basturs lambeosaurine |
|  |                       |
|  | Canardia              |
|  |                       |

|  | Lambeosaurine de Serrat del Rostiar                     |
|  |                                                         |
|  | \| \| Blasisaurus \| \| \| \| \| \| Ajnabia \| \| \| \| |
|  |                                                         |
|  | Blasisaurus                                             |
|  |                                                         |
|  | Ajnabia                                                 |
|  |                                                         |

|  | Blasisaurus |
|  |             |
|  | Ajnabia     |
|  |             |

|  | Lambeosaurine de Serrat del Rostiar                     |
|  |                                                         |
|  | \| \| Blasisaurus \| \| \| \| \| \| Ajnabia \| \| \| \| |
|  |                                                         |
|  | Blasisaurus                                             |
|  |                                                         |
|  | Ajnabia                                                 |
|  |                                                         |

|  | Blasisaurus |
|  |             |
|  | Ajnabia     |
|  |             |

|  | Basturs lambeosaurine |
|  |                       |
|  | Canardia              |
|  |                       |

|  | Lambeosaurine de Serrat del Rostiar                     |
|  |                                                         |
|  | \| \| Blasisaurus \| \| \| \| \| \| Ajnabia \| \| \| \| |
|  |                                                         |
|  | Blasisaurus                                             |
|  |                                                         |
|  | Ajnabia                                                 |
|  |                                                         |

|  | Blasisaurus |
|  |             |
|  | Ajnabia     |
|  |             |

|  | Lambeosaurine de Serrat del Rostiar                     |
|  |                                                         |
|  | \| \| Blasisaurus \| \| \| \| \| \| Ajnabia \| \| \| \| |
|  |                                                         |
|  | Blasisaurus                                             |
|  |                                                         |
|  | Ajnabia                                                 |
|  |                                                         |

|  | Blasisaurus |
|  |             |
|  | Ajnabia     |
|  |             |

## Paleogeografía

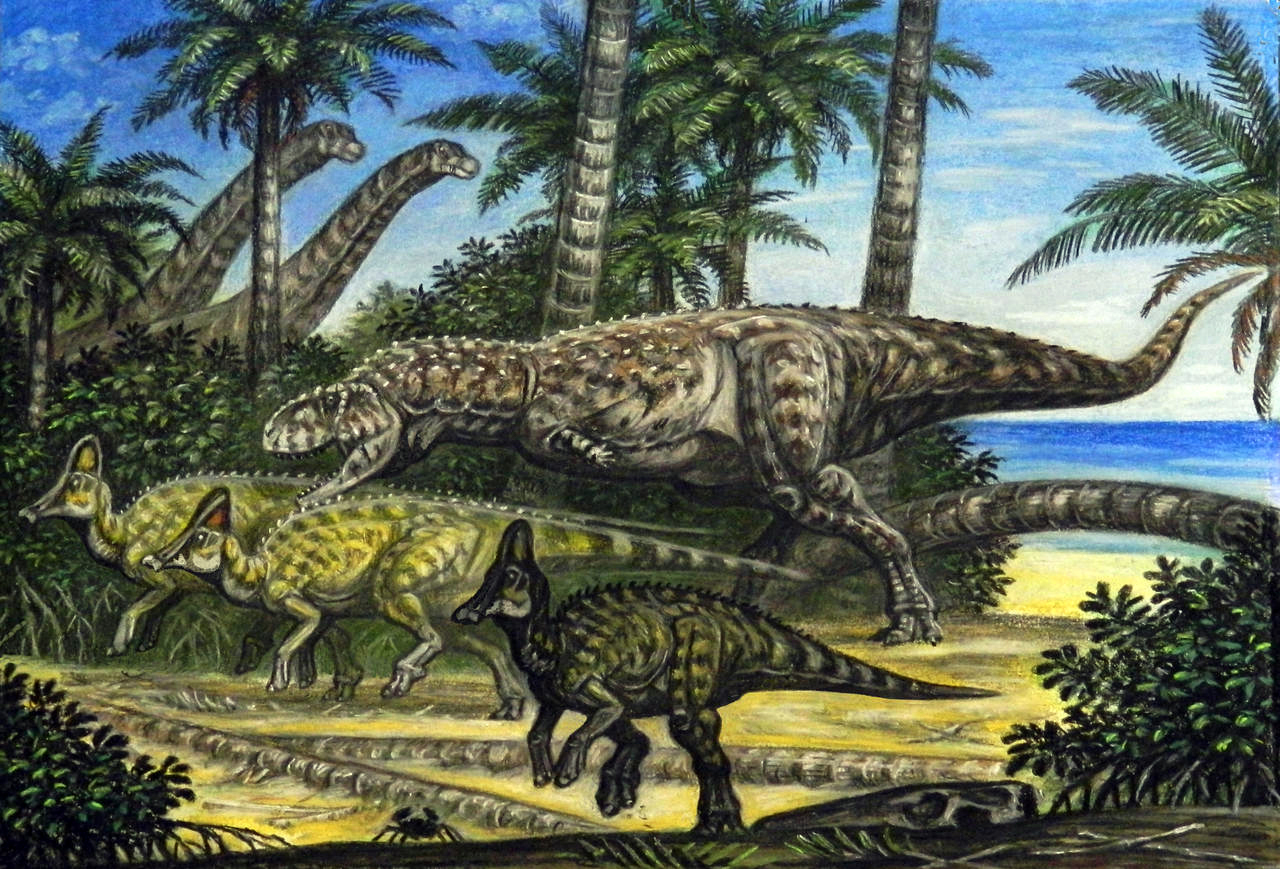
Restauración de Chenanisaurus cazando Ajnabia

Los hadrosaurios, el grupo taxonómico al que se asigna Ajnabia, no habían sido documentados en África hasta su descubrimiento; específicamente, sus parientes cercanos dentro de Lambeosaurinae son todos conocidos en Europa. Dada esta posición taxonómica y las reconstrucciones de los continentes y mares del Cretácico Superior, la dispersión oceánica entre Europa y el norte de África se considera la única explicación viable para la presencia de Ajnabia en África. Si bien la dispersión oceánica se había considerado previamente para la distribución de los hadrosaurios europeos, no se podían descartar las conexiones terrestres intermitentes como medio de dispersión. La barrera oceánica mucho más prominente entre Europa y África, caracterizada por aguas profundas, hace que Ajnabia sea una evidencia mucho más fuerte de este fenómeno, ya que la brecha podría reducirse mediante la variación de las condiciones, pero no es concebible que se cierre por completo. La posibilidad de que Ajnabia fuera un cadáver o un fósil que hubiera flotado desde Europa también se consideró altamente improbable debido a la tafonomía del fósil y la imposibilidad de asignarlo a ninguna especie europea conocida. Otra evidencia de la dispersión oceánica como modelo para la dispersión de los lambeosáuridos también existe a partir de la falta de un intercambio más completo de fauna entre ubicaciones, esperado de la dispersión por puentes terrestres. A su vez, Ajnabia se ha utilizado como un punto de datos importante para apoyar la posibilidad de dispersión oceánica entre islas europeas. Los posibles medios de dispersión incluyen la natación, la deriva o el rafting, donde los animales son transportados sobre escombros flotantes o vegetación. El rafting se considera poco probable para un animal grande, pero se considera posible que los hadrosaurios jóvenes pudieran ser transportados de esta manera.this way.

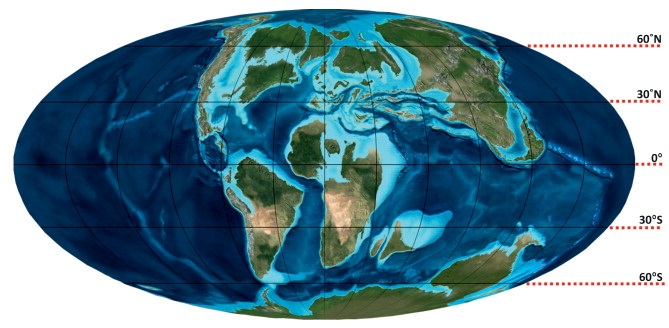
Mapa de los continentes en el Cretácico Superior, los continentes del sur "Gondwana" estaban divergiendo y el norte de África era una isla.

En términos más generales, la fauna maastrichtiana del ecosistema del norte de África habitado por Ajnabia parece biogeográficamente vinculada más a las faunas de Gondwana, es decir, las de los continentes del sur, que a las de Europa y los otros continentes laurasiáticos del hemisferio norte . Mientras que Laurasia se caracteriza por tiranosáuridos, ornitisquios y celurosaurios herbívoros, Gondwana está dominada por titanosaurios y abelisaurios, como se ve en Marruecos. A pesar de esto, se observa un grado de endemismo, similar al de otros continentes de Gondwana. Un pequeño abelisaurio de la región de Sidi Daoui es diferente a los de América del Sur o la India , pero puede estar relacionado con formas del norte de África de principios del Cretácico o abelisaurios de tamaño similar en Europa. asimismo, Chenanisaurus puede representar un linaje distinto de otros abelisaurios conocidos. Inversamente, otros animales de Gondwana de América del Sur, como los anquilosaurianos, unenlagiídos, elasmarianos y megaraptóridos, no están documentados en África. Este endemismo se explica por la fragmentación del antiguo supercontinente de Gondwana en masas de tierra cada vez más distantes, lo que llevó a que las faunas ancestralmente vinculadas de diferentes continentes del sur se volvieran distintas. Incluso dentro del continente africano, la presencia de una vía marítima transsahariana que conecta el océano Tetis de Europa con el golfo de Guinea puede haber aislado la fauna del norte de África de partes más meridionales del continente, como los sitios con fósiles en Kenia y el propio Marruecos puede haber sido una isla aislada.